# H.I.T
H.I.T (히트?, HiteuLR, acronimo di "Homicide Investigation Team") è una serie televisiva sudcoreana trasmessa su MBC dal 19 marzo al 22 maggio 2007. Police procedural che integra l'analisi della scena del crimine ad azione, suspense e romanticismo, rappresentò un primo distacco dal drama coreano classico fatto di amore e relazioni.

## Trama
Cha Soo-kyung, poliziotta difficile, trasandata e tiratrice scelta, è a capo della prima squadra investigativa della polizia metropolitana di Seul, ed è tormentata dal fatto che, anni prima, non riuscì a catturare il serial killer che uccise il suo fidanzato. Quando fa la sua comparsa un assassino seriale dalla metodologia pressoché identica, Soo-kyung viene scelta come prima donna a guidare la H.I.T, la squadra anti-omicidi, incaricata di catturare il criminale. Il lavoro è tutta la sua vita e, a causa della determinazione e dell'etica, si scontra immediatamente con il nuovo procuratore distrettuale Kim Jae-yoon, un disinvolto donnaiolo la cui massima priorità è divertirsi. Nonostante le differenze e i conflitti personali, Soo-kyung e Jae-yoon formano a sorpresa un formidabile duo che combatte il crimine.

## Personaggi
- Cha Soo-kyung, interpretata da Go Hyun-jung
- Kim Jae-yoon, interpretato da Ha Jung-woo e Kang Soo-han (da giovane)
- Kim Yong-doo, interpretato da Kim Jung-min
- Jung In-hee, interpretata da Yoon Ji-min

### Personaggi secondari
- Sovrintendente Jo Gyu-won, interpretato da Son Hyun-joo
- Detective Nam Seong-shik, interpretato da Ma Dong-seok
- Detective Kim Il-joo, interpretato da Jung Eun-woo
- Detective Shim Jong-geum, interpretato da Kim Jung-tae
- Detective Jang Yong-hwa, interpretato da Choi Il-hwa
- Procuratore distrettuale Jung Taek-won, interpretato da Lee Young-ha
- Yeo Soon-kyung, interpretato da Jung Sun-woo
- Jang Hee-jin, interpretata da Seo Hyun-jin
- Capo della polizia, interpretato da Song Kwi-hyun
- Commissario, interpretato da Jo Kyung-hwan
- Jung Man-soo, interpretata da Yoon Seo-hyun
- Kang Yong-pil, interpretato da Ji Sang-ryul
- Kim Jung-bin, interpretato da Jeon Young-bin
- Shin Chang-soo, interpretato da Son Il-kwon
- Shin Il-young, interpretato da Um Hyo-sup
- Son Seong-ok, interpretata da Oh Yeon-seo
- Infermiera, interpretata da Yoon Joo-hee
- Lee Hae-kang, interpretato da Jung Kyung-ho (guest star ep. 4)
- Jung Ho-bin (guest star)
- Kim Bu-seon (guest star)
- Jung Doo-hong (cameo)